# Winchcombeshire
Winchcombeshire fou un comtat del sud-oest d'Anglaterra que existí durant el període anglosaxó i tenia Winchcombe com a capital. Els seus orígens rauen en la divisió de Mèrcia en diversos comtats al segle X o el principi del segle XI, possiblement a iniciativa del rei Eduard el Vell al principi de la dècada del 920. Fou fusionat amb Gloucestershire al principi del segle XI, probablement per ordre del rei Canut el Gran el 1017.